# Демон Лапласа
Демон Лапласа — уявний експеримент, запропонований 1814 року французьким математиком П'єр-Симоном Лапласом, а також головний персонаж цього експерименту — вигадана розумна істота, здатна, сприйнявши в будь-який даний момент часу положення та швидкість кожної частинки Всесвіту, дізнаватися її еволюцію як в майбутньому, так і в минулому. Лаплас придумав цю істоту для наукової демонстрації ступеня нашої необізнаності і необхідності в статистичному описі деяких реальних процесів у навколишньому світі.
Проблематика демона Лапласа пов'язана не з питанням про те, чи можливе детерміністичне пророкування ходу подій в дійсності, на практиці (де-факто), а в тому, чи можливе воно в принципі, теоретично (де-юре). Саме така можливість укладена в механістичному описі з його характерним дуалізмом, заснованим на динамічному законі і початкових умовах. Те, що розвитком динамічної системи керує детерміністичний закон (хоча на практиці наше незнання початкових станів виключає будь-яку можливість детерміністичних пророкувань), дозволяє «відрізняти» об'єктивну істину про систему, якою вона представлялася б демонові Лапласа, від емпіричних обмежень, викликаних нашим незнанням.
У контексті класичної динаміки детерміністичний опис може бути недосяжним на практиці, проте він залишається межею, до якої повинна сходиться послідовність все точніших описів.

## Вихідне формулювання
Лаплас був твердим прихильником каузального детермінізму, суть якого можна виразити таким уривком з Essai philosophique sur les probabilités:
| Ліві лапки | Ми можемо розглядати даний стан Всесвіту як наслідок його минулого і причину його майбутнього. Розум, якому в кожний певний момент часу були б відомі всі сили, що приводять природу в рух і положення всіх тіл, з яких вона складається, будь він також досить великий, щоб піддати ці дані аналізу, зміг би осягнути єдиним законом рух найбільших тіл Всесвіту і найдрібнішого атома; для такого розуму нічого не було б незрозумілого і майбутнє існувало б у його очах точно так само, як минуле. | Праві лапки |

Такий розум часто називають демоном Лапласа. Варто відзначити, однак, що опис гіпотетичного розуму як демона належить не Лапласу, а його пізнім біографам: Лаплас бачив себе вченим, і вважаючи, що людство може досягти кращого наукового розуміння світу, він усвідомлював, що у разі, якщо таке відбудеться, все одно потрібні величезні обчислювальні потужності, щоб здійснити такі розрахунки в один певний момент.

## Подібні формулювання
Фрідріх Ніцше у "Людське, надто людське" (1880) говорить про гіпотетичний "всезнаючий розум" в розумінні детермінізму:
| Ліві лапки | ...якби на одну мить колесо світу зупинилося і був би всезнаючий розум, щоб використати дану зупинку, то він зміг би передбачити нам майбутнє кожної сутности аж до найвіддаленіших епох та намітити кожну колію, по якій має котитися це колесо світу. | Праві лапки |

Але варто зауважити, що Ніцше використовував це формулювання тільки в сенсі філософії, а не фізики, як П'єр-Симон Лаплас.